# Kanton Brénod
Der Kanton Brénod war bis 2015 ein französischer Wahlkreis im Département Ain in der Region Rhône-Alpes. Er umfasste zwölf Gemeinden im Arrondissement Nantua; sein Hauptort (frz.: chef-lieu) war Brénod.

## Einwohner
| Bevölkerungsentwicklung | Bevölkerungsentwicklung |
| Jahr                    | Einwohner               |
| ----------------------- | ----------------------- |
| 1962                    | 2634                    |
| 1968                    | 2971                    |
| 1975                    | 2661                    |
| 1982                    | 2873                    |
| 1990                    | 3105                    |
| 1999                    | 3241                    |
| 2006                    | 3576                    |
| 2011                    | 3732                    |

## Gemeinden
Der Kanton bestand aus zwölf Gemeinden:
| Gemeinde            | Einwohner Jahr | Fläche km² | Bevölkerungsdichte | Code INSEE | Postleitzahl |
| ------------------- | -------------- | ---------- | ------------------ | ---------- | ------------ |
| Brénod              | 550 (2013)     | 23,8       | 23 Einw./km²       | 01060      | 01110        |
| Champdor-Corcelles  | 679 (2013)     | 17,4       | 39 Einw./km²       | 01080      | 01110        |
| Chevillard          | 159 (2013)     | 6,7        | 24 Einw./km²       | 01101      | 01430        |
| Condamine           | 417 (2013)     | 4,6        | 91 Einw./km²       | 01112      | 01430        |
| Corcelles           | 227 (2013)     | 14,2       | 16 Einw./km²       | 01119      | 01110        |
| Le Grand-Abergement | 127 (2013)     | 31,9       | 4 Einw./km²        | 01176      | 01260        |
| Haut Valromey       | 691 (2013)     | 28,4       | 24 Einw./km²       | 01187      | 01260        |
| Izenave             | 170 (2013)     | 13,0       | 13 Einw./km²       | 01191      | 01430        |
| Lantenay            | 261 (2013)     | 6,6        | 40 Einw./km²       | 01206      | 01430        |
| Outriaz             | 256 (2013)     | 5,9        | 43 Einw./km²       | 01282      | 01430        |
| Le Petit-Abergement | 135 (2013)     | 27,0       | 5 Einw./km²        | 01292      | 01260        |
| Vieu-d’Izenave      | 680 (2013)     | 23,7       | 29 Einw./km²       | 01441      | 01430        |

## Politik
| Vertreter im conseil général des Départements | Vertreter im conseil général des Départements | Vertreter im conseil général des Départements |
| Amtszeit                                      | Name                                          | Partei                                        |
| --------------------------------------------- | --------------------------------------------- | --------------------------------------------- |
| 2001–2015                                     | Michel Rivat                                  | DVG                                           |